# Я, Клавдий (мини-сериал)
«Я́, Кла́вдий» (англ. I, Claudius) — мини-сериал производства Би-би-си (1976), поставленный режиссёром Хербертом Уайзом, экранизация одноимённого романа Роберта Грейвза и его продолжения «Божественный Клавдий».

## Сюжет
История Римской империи от смерти Марцелла (23/24 до н. э.) до смерти Клавдия (54 н. э.). Император Клавдий повествует о спорах императора Августа и его жены Ливии о преемнике, о заговоре Сеяна против императора Тиберия, об омерзительном правлении и убийстве императора Калигулы, наконец, и о собственной жизни, после получения императорской власти.
Первые две серии были объединены и были показаны каналом Би-би-си в релизе под названием «Печать убийства» (англ. A Touch of Murder), позднее выпущенным на DVD.

## Список серий

### Печать убийства (A Touch of Murder)
Рим, 24-23 до н. э. Октавиан Август подыскивает преемника. В фаворе Марцелл — племянник императора; его друг и второй претендент — Марк Випсаний Агриппа — покидает город в знак протеста. Ливия Друзилла, жена Августа, желает видеть на троне своего сына Тиберия. Она отравляет Марцелла и тот умирает. Август просит Агриппу вернуться, скрепляет императорской печатью их возобновлённую дружбу, чем приводит в бешенство Ливию. Август также усыновляет Агриппу и отдаёт ему в жёны свою дочь Юлию.

### Дела семейные (Family Affairs)
Рим, 9 до н. э. Агриппа мёртв и Тиберий добивается руки Юлии. Брат Тиберия военачальник Друз Старший повреждает ногу, упав с коня при возвращении на родину. Под неустанным присмотром личного врача своей матери Ливии Друз умирает. На смертном одре присутствуют его жена Антония Младшая и их малолетний сын Клавдий. Император Август видит в своих внуках Луции Цезаре и Гае Цезаре продолжение своей абсолютной власти.

### Окрылённое ожидание (Waiting in the Wings)
Рим, 3-5 н. э. Гай Цезарь внезапно умирает. Тиберий в ссылке на Родосе из-за плохого обращения с женой. Гуляя в саду, маленький Клавдий случайно подхватывает выпавшего из орлиных когтей волчонка. Его мать видит в этом добрый знак — придёт время и её сын защитит Рим. Обманным путём Ливия заставляет Луция Цезаря обвинить Юлию Старшую в супружеской неверности. Страдающий от горя Август высылает дочь из столицы. Внезапная гибель Луция при кораблекрушении способствует возвращению Тиберия из ссылки и усыновлению его вместе с Агриппой Постумом императором.

### Ну и что нам делать с этим Клавдием? (What Shall We Do About Claudius?)
Рим, 9 н. э. В Германии в битве в Тевтобургском Лесе разгромлены три римских легиона. Тиберий и его племянник Германик, подающий надежды угнетённого народа военачальник, отправляются на расправу. Клавдий под руководством историка Поллиона пишет историческую книгу о своей семье, считая, что этим он компенсирует свою болезненность и немощность и роль жалкого шута. Август всё более уверен в своём намерении сделать преемником Постума. Ливия подстрекает свою внучку Ливиллу раздразнить Постума и обвинить его в изнасиловании. Перед своей ссылкой тот открывает своему другу Клавдию подозрения (впоследствии подтвердившиеся) обо всех кознях Ливии и в который раз советует ему притворяться недалёким. Клавдию же приходится жениться на родственнице подруги своей бабки Ургуланилле, огромной мужеподобной девушке.

### Яд — это царица (Poison is Queen)
Рим, 13-14 н. э. Германик одерживает победу над германскими племенами и с триумфом возвращается в Рим. Клавдий рассказывает ему о подозрениях Постума и Германик передаёт эти сведения Августу. По пути на Корсику император заезжает повидаться с Постумом и, поговорив с ним, убеждается в невиновности своего приёмного сына и обещает ему передать свою власть. Ливия узнаёт об этом и вскоре Август заболевает. Боясь быть отравленным, больной император питается только той пищей, что выросла сама и сорвана его рукой, но всё же Август умирает. Сеян, преторианский офицер, послан убить Постума, а Тиберий готовится принять на себя верховную власть.

### Когда ж свершится правосудие?! (Some Justice)
Рим, 19-20 н. э. Тиберий с помощью Сеяна правит рукой в железной перчатке. Противостоять тирании способен только Германик, но он умирает в Сирии при загадочных обстоятельствах. Его жена Агриппина Старшая обвиняет в смерти мужа Гнея Кальпурния Пизона, наместника, и его жену Планцину. Отравительница Мартина сообщает Ливии, что сын Германика Гай Калигула помогал ей при убийстве отца. Находясь под надзором суда, Пизон шантажирует Ливию и Тиберия участием последних в убийстве Германика. Планцина закалывает мужа кинжалом. Агриппина и её друзья удовлетворены тем, что какое-то правосудие всё же свершилось.

### Царица небесная (Queen of Heaven)
Рим, 23-29 н. э. Тиберий погряз в сексуальных извращениях. Калигула — желанный гость его оргий. Сеян жестоко расправляется со знатными гражданами, обвиняя всех в государственной измене. Ливилла, влюблённая в Сеяна, отравляет своего мужа Кастора, чтобы выйти замуж за императорского фаворита. Сеян заставляет Клавдия жениться на своей сестре Элии. Предчувствуя свою смерть, Ливия признаётся Клавдию во всех своих злодеяниях, а также делится страхами, что будет обречена на вечные муки. Также она открывает внуку неопубликованные «Книги Сивилл», в которых сказано, что ему предстоит стать императором, и заставляет его поклясться, что тот провозгласит её богиней, когда придёт к власти.

### Царство террора (Reign of Terror)
Рим, 30-31 н. э. Тиберий удаляется на Капри. Сеян разводится с женой и обхаживает императора, чтобы жениться на Ливилле. Тиберий отказывает, но разрешает Сеяну породниться с царской фамилией через брак с дочерью Ливиллы Еленой. Чтобы укрепить свои позиции в захвате власти, Сеян обманным путём добивается изгнания Агриппины Старшей и её сына Нерона Цезаря и арестовывает её другого сына Друза Цезаря. Мать Ливиллы Антония Младшая вскрывает переписку между Сеяном и дочерью, изобличающую их в нескольких убийствах. Эти свидетельства Клавдий тайком привозит Тиберию, который по совету Калигулы приказывает Макрону убить Сеяна, его семью и последователей.

### Божественный Бог! (Zeus, by Jove!)
Рим, 37-38 н. э. Макрон убивает Тиберия при поддержке Калигулы, который вместе с внуком покойного Гемеллом становится сонаследником императора. Во время восхождения Калигулы в столицу возвращается давний друг Клавдия Ирод Агриппа. Калигула, всё более проявляющий признаки психической неуравновешенности, впадает в кому, но через некоторое время выходит из неё и объявляет себя воплощением Зевса. Безумец убивает Гемелла и объявляет свою сестру Друзиллу своей женой и равной по величию богиней. Их бабка Антония Младшая, презиравшая всю глубину порока, в котором погряз Рим, совершает самоубийство. Испугавшись, что его ребёнок превзойдёт его самого, Калигула пытается воссоздать рождение Афины, как это сделал Зевс с Герой. Он вырезает плод ребёнка из чрева своей сестры и съедает его.

### Аве кому? (Hail Who?)
Рим, 40-41 н. э. Клавдий сожительствует с бывшей проституткой Кальпурнией в стеснённых условиях. Калигула превращает дворец в бордель, где продаёт жён высокопоставленных членов Сената лицам, предложившим наивысшую цену. Он ведёт свои легионы в Германию подавить восстание, а затем на Ла-Манш, где «бросает вызов» Нептуну. Он вводит своего коня Инцитата в Сенат и заставляет Клавдия жениться на Мессалине. Под неуёмными насмешками и издевательством императора, военачальник Кассий Херея устраивает заговор. Во время игр, посвящённых Августу, заговорщики убивают Калигулу, его жену Цезонию и их дочь Юлию Друзиллу. Во время разграбления дворца преторианцы находят спрятавшегося Клавдия и провозглашают его императором.

### Дуракам везёт (Fool’s Luck)
Рим, 41-43 н. э. Преторианцы и Ирод Агриппа убеждают ярого республиканца Клавдия надеть императорскую корону. Клавдий в свою очередь убеждает в этом Сенат. Кассия Херею приговаривают к смертной казни, но другим заговорщикам даруют жизнь. Как и обещал, Клавдий обожествляет Ливию. После рождения детей Мессалина убеждает Клавдия разделить с ней бремя власти. В то время как Ирод Агриппа собирается управлять дарованными ему восточными провинциями, Мессалина внушает мужу, что ему необходим помощник в лице сенатора Аппия Силана, за которого выходит замуж её мать Домиция Лепида. Перед отъездом Ирод предупреждает Клавдия, чтобы тот, как император, никому не доверял, даже ему, Ироду. Мессалина пытается соблазнить Силана, говоря ему, что Клавдий одобряет эту связь. Силан в свою очередь совершает покушение на императора в надежде разорвать цепь порочных властителей. Мессалина с помощью матери убеждает мужа в своей невиновности. Силан приговаривается к смертной казни.

### Бог изКолчестера(A God in Colchester)
Рим, 47-48 н. э. Клавдий ведёт войска завоёвывать Британию. Сексуальная неудержимость Мессалины приводит к соревнованию с известной проституткой Сциллой, кто удовлетворит большее количество мужчин, которое Мессалина с лёгкостью выигрывает. Клавдий возвращается с триумфом и узнаёт, что Ирод поднял восстание в восточных провинциях. Ирод верит, что он — «Царь иудеев», но он внезапно умирает. Мессалина становится любовницей Гая Силия, они разводятся со своими супругами и женятся, в надежде, что римляне сплотятся вокруг них и провозгласят правителями. Вынуждаемые действовать, секретари Клавдия Паллант и Нарцисс при поддержке Кальпурнии открывают императору глаза на происходящее. Он верит им, его бывшую жену и её нынешнего мужа арестовывают и казнят. Печалясь о том, что все, кто был ему дорог, ушли, Клавдий узнаёт, что бритты построили в Колчестере храм в его честь и поклоняются как богу.

### Дневник старого короля (Old King Log)
Рим, 54 н. э. Великодушное правление приводит Клавдия к популярности, но император чувствует, что ошибся. Он решает, что Рим должен возненавидеть его правившую семью, свергнуть его и восстановить Республику. Для этого он женится на Агриппине Младшей и усыновляет её сына Нерона, делая того сонаследником своего сына Британника. Из пророчества Клавдий узнаёт, что Нерон станет следующим правителем Рима, но всё же пытается защитить Британника, в надежде, что тот одолеет Нерона позднее. К несчастью, честь Британника не позволяет ему потворствовать планам отца, и император решает предоставить сына его собственной судьбе. Готовый к смерти, Клавдий добровольно ест отравленные грибы из рук своей жены и умирает. Ища завещание покойного, Нерон и его мать наталкиваются на его автобиографию и сжигают её. Лёжащий в гробу Клавдий вместе с Сивиллой радуются тому, что он спрятал копию своей автобиографии в надёжном месте, пока её не обнаружат далёкие потомки.

## В ролях
- Дерек Джейкоби — Клавдий
- Джордж Бейкер — Тиберий
- Маргарет Тижак — Антония Младшая
- Шан Филлипс — Ливия Друзилла
- Джеймс Фолкнер — Ирод Агриппа I
- Брайан Блессид — Октавиан Август
- Джон Хёрт — Калигула
- Кевин Макнелли — Кастор
- Фиона Уокер — Агриппина Старшая
- Патрик Стюарт — Сеян
- Патриция Куинн — Ливилла
- Шейла Уайт — Мессалина
- Бернард Хептон — Паллант, секретарь Клавдия
- Джон Кэйтер — Нарцисс, секретарь Клавдия
- Дэвид Робб — Германик
- Фреда Доуи — Милония Цезония / сивилла
- Кевин Стоуни — Трасилл
- Элан Томпсон — Пракс
- Джо Роуботтом — Кальпурния
- Мойра Редмонд — Домиция Лепида Младшая
- Фрэнсис Уайт — Юлия
- Сэм Дэстор — Кассий Херея
- Норман Эшли — Марк
- Локвуд Уэст — сенатор
- Бернард Хилл — Грат
- Уильям Бонд — вестник
- Джон Рис-Дэвис — Макрон
- Энн Дайсон — Брисеида
- Джон Касл — Постум
- Роджер Бизли — Плавтий
- Рональд Маркэм — любовник Юлии Старшей
- Джон Скотт Мартин — любовник Юлии Старшей
- Карин Фоули — Юлия Ливия
- Майкл Сегал — квестор
- Лори Гуд — помощник врача
- Кристофер Биггинз — Нерон
- Иэн Огилви[англ.] — Нерон Клавдий Друз
- Кристофер Гард — Марк Клавдий Марцелл
- Стретфорд Джонс — Гней Кальпурний Пизон
- Барбара Янг — Агриппина Младшая
- Бет Моррис — Юлия Друзилла
- Саймон МакКоркиндейл — Луций Цезарь
- Шейла Раскин — Випсания Агриппина
- Энджела Морант — Октавия Младшая
- Грэм Сид — Британник
- Ирен Хэмилтон — Мунация Планцина
- Питер Боулс — Каратак
- Дуглас Мельбурн — Тиберий Гемелл
- Эрл Роудс — Гай Цезарь
- Ричард Хантер — Друз Цезарь
- Расселл Льюис — юный Луций Цезарь
- Роберт Морган — юный Калигула
- Черил Джонсон — Клавдия Октавия
- Изабель Дин — Лоллия Паулина
- Лиан Оукин — Элия Петина

## Съёмочная группа
- Режиссёр: Херберт Уайз
- Сценаристы: Роберт Грейвз (идея), Джек Пульман
- Продюсер: Мартин Лайзмор
- Композиторы: Гарри Рабинович, Уиллфред Джозефс
- Художники: Тим Харви, Барбара Крониг (костюмы)
- Гримёры: Сью Байд, Норма Хилл-Пэттон, Пэм Мигер
- Звукорежиссёр: Чик Энтони
- Спецэффекты: Джон Фридландер

## Награды и номинации
- 1977 — премия BAFTA TV Award:
  - лучший телевизионный актёр — Дерек Джейкоби[1]
  - лучшая телевизионная актриса — Шан Филлипс[2]
  - лучший телевизионный художник — Тим Харви[3]
- 1977 — премия Королевского телевизионного общества Великобритании лучшему исполнителю — Шан Филлипс[4]
- 1978 — премия «Эмми»:
  - лучший художник — Тим Харви[5]
  - номинация на лучшего режиссёра — Херберт Уайз[6]
  - номинация на лучший мини-сериал — Мартин Лайзмор[7] и Джоан Салливан[8]
- 1979 — премия TP de Oro (Испания) за лучший зарубежный сериал[9]
- 2000 — 12-е место в списке «Сто лучших телепрограмм Великобритании» по версии Британского киноинститута
- 2007 — включён в список «Сто лучших телешоу всех времён» по версии журнала «Тайм»